# آيت بومسعود (تدرارت)
آيت بومسعود هي إحدى مشيخات المملكة المغربية، تتبع جغرافيا لعمالة أكادير إدا وتنان وإداريًا لتدرارت. يقدر عدد سكانها بـ 1298 نسمة حسب الإحصاء الرسمي للسكان والسكنى لسنة 2004.